# バイオニューラルデバイス
バイオニューラルデバイス(Bioneural Device)は、スクウェア・エニックスのコンピュータゲーム『フロントミッション』シリーズに登場する架空の兵器、およびその派生した技術の総称。

## 概要
現実の技術ブレイン・マシン・インタフェースと多くの関連性が見受けられる事物である。
最初のバイオニューラルデバイス「B型デバイス」は人間の脳髄そのものを機械の部品とするという人道の箍を外れた研究である。また、数多くの勢力に彩られ暴露こそなったものの全体像を見ることが叶わぬ事項でもある。
サカタインダストリィ事件の公表により、それまでも闇で行われるしか無かった研究は止めを刺され、人間の脳を使用したB型デバイスは葬り去られた。しかし、ヴァンツァーの発展はCOMの発展でもあり、間接的であれこの技術の恩恵を受けたものは多い。人間の記憶を機械にフィードバックさせるという発想自体は生きているのである。

## B型デバイス
人間の脳を生体コンピューターとする研究は紛争以前より各国で行われており、当初は培養脳、次いで胎児の脳を記憶装置として使用することを模索していた。後に訓練した兵士の脳をデバイスとすることによって、生前の兵士の経験をそのままWAPの制御に生かそうという発想のもとB型デバイスの開発が開始される。
ただし、B型デバイスは高い性能を示す一方、製造に熟練兵士を犠牲にせねばならず、また動作が不安定で最悪の場合暴走という欠陥を抱えていた。よって、実戦テストの場と多くの被献体が求められ、それに応えて起こされたのが第2次ハフマン紛争である。両軍共に多数の将兵を失ったこの戦争の陰では相当数の兵士が人知れず消えていった。

### ニルバーナ機関
Nirvana Institute
第2次ハフマン紛争時、U.S.N.側からデバイスの研究開発を行っていた秘匿機関。責任者であるU.S.N.陸軍大尉ドリスコルのもと「B型」「S型」デバイス開発を推し進めた。また独立した部隊を持ち、献体（マテリアルと呼称）の選抜・捕獲を行っていた。よって、第2次ハフマン紛争の勃発・経過に深く関わっている。紛争時、多大な戦果を上げた部隊「キャニオンクロウ」はO.C.U.側からマテリアル候補となる兵士を集めた部隊であり、同司令はニルバーナと協力関係にあった。同じくU.S.N.側からはケビン・グリーンフィールド少尉がS型デバイス候補者に選抜され、機関の監視のもと泳がされていた。
デバイスの研究はサカタインダストリィ、ニルバーナ機関、ザーフトラと両国の一部軍関係者等により行われた。また、一部政府関係者の協力も確認されている。ただ、O.C.U.、U.S.N.、ザーフトラと三大勢力が共謀の関係にあったことは第2次ハフマン紛争の肝であるが、必ずしも足並みを揃えていたわけではなかった。
O.C.U.軍関係者の研究は他勢力と比べ、かなり遅れており、事実紛争中に存在感を示せたとは言えない状況である。反面、前身が製薬会社であったため、この手のノウハウがあったと考えられるサカタインダストリィはWAP開発に参入した当初から脳髄に関する研究を行っており、第2次ハフマン紛争期には同デバイスに基づく開発計画「メタルワーカープロジェクト」を始動させていたため、試作機を提供するなどニルバーナとは密接なつながりがあった。
また、一応は同勢力に属しているU.S.N.一部軍関係者とニルバーナであるが、必ずしも良好な関係にあったわけではなかった。U.S.N.軍側の責任者であるウィンガー准将は背後にある何らかの組織の元、技術の占有を狙っていたようであり、ニルバーナに属していた一部研究者と機体を奪い、私物化した様子さえ読み取れる。
一方、ザーフトラは一貫して独自の研究を行っていたようであり、ニルバーナに資金援助及び人員の配置を行い、実質的に手中に入れていた。よって、複雑な国家体制に雁字搦めにされ一貫した行動の取れない二大国に比べザーフトラは全体を主導する立場にあったとされる。

### 経過
紛争終結後も、デバイスの研究開発は続けられた。ちなみに開発本部は一貫してロングリバース島に設置されており、ニルバーナの設備自体はあっさりと放棄されている。その後の経過はハフマン島の項を参照のこと。
事件発覚後から20年後、霧島重工が生体コンピューターの開発を密かに行っており、大ヒットCOM「グアナコ」こそが人間の脳を利用したものであるとの事実無根の噂が流布されたこともある。ちなみに「グアナコ」はパイロットの経験を最適化した上で学習するラーニングシステムと呼ばれる機能を有しており、発想自体はBDを受けたものと言える。

## S型デバイス
前述のようにB型は人間の脳自体を取り扱う技術であり、その弊害は大きかった。そこで、開発されたのがS型デバイスである。このデバイスはパイロットとCOMを直結させることにより、WAPとの融合を図ったものである。紛争後も薬剤の調整
に問題が残っていたB型と比べ、既に完成段階にあったようである。
サカタ社とドミトーリ公社はB型と並んで開発を進めていたようだが、経緯は不明。B型デバイス対応機体に搭乗する際には転換手術を受ける必要があったと明言されていたため、外科的手法が使われた両デバイスの研究はある程度並行して進められていたと考えられる。
B型の禁止により、本来そこから派生した技術「S型」は更なる発展を遂げ、「脳にある装置を埋め込むことでヴァンツァーとの一体化を図る」方向で研究が進められていった。研究は各国で進められたが、例として紛争以後のUSNで志願による転換者を中心とした特殊部隊が成立している点からも窺い知れる。B型の禁止以後、各国では秘密裏ではあるが、S型の技術研究が活発化したようである。
危険な技術であり、第2次ハフマン紛争期に黎明期のデバイス転換手術を強制的に受けた者の多くは重度の心身喪失状態である。
2112年以後、研究者等から当該技術の問題点が報告されていき、その結果S型転換手術者全員にマイクロマシンによる治療が施されることとなった。S型デバイスの技術自体は外科手術を必要としない脳内スキャニング方式に切り替えられていくこととなる。

### 弊害
搭乗時間の長い熟練パイロットに匹敵、もしくは勝る実力を発揮するS型パイロットはB型とは異なり、軍にとって有益なものである一方、本来搭乗員と機体を繋ぐCOMにパイロット自身がなるということには無理が生じ、脳組織に異常な負担をかけるという弊害が存在した。前頭葉の発達による能力向上の一方、生じる弊害は最低ランクのA－であれ、1割程度の長期記憶の欠落による人格の変容が見られる。
S型デバイスは頭部にヴァンツァーとダイレクトにリンクする装置を取り付けたため、送られてくる情報が通常の人間が処理できる情報量をはるかに超過しており、その結果生ずる副作用こそが記憶の消失である。例としてあげるならば、強制的な転換者である「グレン・デュバル」の脳は同じS型処置者に比べ、症状が進行している。これは過酷な実験や長期に渡る搭乗時間が響いていると考えられる。
彼の進行度は最高ランクであるGに該当し、記憶の欠落は8割ほどとなる。これは人間特有の思考すら検知されない状態であり、機器の補助が無ければ植物状態同然である。

### バーゲスト
U.S.N.政府直属の対テロ部隊。SOCOM直轄特殊機甲分遣隊、通称バーゲスト。太平洋地域を主な活動地域とし、構成員は軍各部隊から優秀な者を選抜される。その性質上、所属する隊員にはS型転換者が多く、隊長である「ヘクター・レイノルズ」も第2次ハフマン紛争の最中に実験体としてS型の転換手術を受けている。
2112年7月9日のアラスカでのM.I.D.A.S.暴走事故を機に同部隊は編成の見直しが行われ、S型転換者は部隊からの完全排除が決定した。

### グリムニル
テロ組織とされるが、政治的目的に基づき活動しているわけではなく、標榜する理念は公式に存在しない。指導者はS型デバイスの基礎理論を作った男「モーガン・ベルナルド」であり、組織は彼自身とも言える。
彼は第2次ハフマン紛争時より暗躍し、両軍兵士を誘拐。被献体を得ていた。当時、U.S.N.ひいてはザーフトラが主導する計画において、どれほどの存在感を示したかは疑問であるが、その影響力はけして小さくなかったと考えられる。
後にBD計画が潰え、S型全盛の世になるとO.C.U.勢力圏内で活動を活発化させる。アロルデシュでの活動が確認されたのを始め、カンボジア・ラオス独立紛争にも関わるなど不安定な東南アジア情勢につけこみ、賄賂やベルナルドのカリスマ性もしくは同位体を利用し、拠点を確保。闇工場を建設した上で、各軍需企業から密かにパーツを調達し不法に機体確保を行っていた。ただし、国家ぐるみの秘匿が行われていたとの資料も存在し、国家上層部との共謀すら考えられる。
最終的にはM.I.D.A.S.暴走を目論み、大部隊を送り込むが、結果的には失敗。しかし、何の目的を持って暴走を目論んだかは未だ謎である。

## パペット・ソルジャー・プラン(PSプラン)
第2次ハフマン紛争以前の2089年に極秘裏に研究されていた、名の通り兵士を人形のように操る計画である。戦場で傷つき、脳死状態となったパイロットの脳に改造を施し、獣のような闘争本能、運動能力、反射神経を強化する。脳死状態に限定するのは感情や記憶といった人間の情緒に関わる部分が暴走を引き起こすためであり、中には捕らえた捕虜に拷問を繰り返して意図的に脳死状態を作り出すようなことも行われていた。
2089年は第2次ハフマン紛争直前であり、O.C.U.、U.S.N.両軍は国際的緊張を考慮した軍事行動を行わざるを得なかったため、それらの活動は両国に雇われた傭兵達が担当していた。この計画では彼らがマテリアル候補となり、BD計画同様、多くの傭兵達が行方不明となっている。傭兵はその特性ゆえ経歴やパーソナルデータが不明確であり、秘密裏に実験を行う格好の素材であった。同様の理由で、孤児も「医療目的」で集められ、プランの実験台となっている。
計画自体は順調であったとは言い難く、成功例の実験機“ヴァンパイア”でも生前の記憶が暴走を引き起こし、制御は容易ではなかった。さらに真相を知り得た一部の傭兵部隊で構成された「対吸血部隊」の攻撃に加え、計画内でも裏切り者が発生し、クライアントはプランそのものを凍結。一連の真相は闇に葬られた。
人を機械のように操る発想、戦場の兵士をマテリアルとする点はBDのそれに通じるものがある。また、プラン壊滅後あまり間を置くこともなくBD計画が軌道に乗り始めたことから、プラン自体は失敗であったが、後のBDの開発に大きな影響を与えた。

### Vampire's
PSプランにおいて、必要なマテリアルである傭兵達を捕らえるための実行部隊。同じく傭兵で構成されており、部隊の機体色は黒で統一されている。部隊内の実力者は上位30名にナンバーが振られ、特有のコードネームが付与されていた。実際、彼ら自身もマテリアル候補とされ、上位のナンバーを持つ者でも計画の真相を知る者は少なかった。傭兵といえど組織の機密保持は堅く、部隊の目的から逸脱したり、機密を漏洩するような行為に走ればナンバー付きといえど抹殺対象となった。
PSプランの実権を握っていたのはその中の「魔導士隊」と呼ばれる技術者出身で構成されるメンバーで、パイロットの確保や機体データ収集の指示も彼らが行っており、マテリアル候補に対しては、「バイオジャマー」と呼ばれる特殊機器で適応判定を行っていた。この機器は対象の脳に直接衝撃を与える電子機器で、プランの適応者を判定するだけでなく、緊急時には対人兵器にもなりうる。
対吸血部隊により上位ナンバーが次々と倒されていく中、魔導士隊はバイオジャマーを使用して彼らの捕獲を決行。しかし対吸血部隊隊長がプランの不適応者であることが発覚し、逃走を許してしまう。結局、捕獲した隊員全てを奪回されたあげく、計画の失敗を予期したクライアントにも見捨てられ、魔導士隊はVampire's共々全滅した。

### B組織
PSプラン壊滅後、次の計画を決行するためにPSプランの研究者や実験データの回収を行っていたと思われる部隊。最新鋭の装備で固められ、神出鬼没で任務を遂行していた。任務失敗時には自爆を強要されており、機密保持性は極めて高い。しかし、機密保持を行わずに命乞いをする隊員もおり、その姿勢は一貫していない。
対吸血部隊の任を解かれてVampire'sの残党狩りを行っていた傭兵部隊に早々と動向を気づかれ、交戦するも敗北。次の計画のために捕獲していた研究者の多くは奪回され、製作が進められていた実験機も全て破壊されている。

## 主な被験者
- カレン・ミューア(B型)
- ドリスコル(S型)
- リン・ウェンライト(S型)

- ヘクター・レイノルズ(S型)
- グレン・デュバル(S型)
- フェイスレス(PSプラン)

## マテリアル候補者
- ロイド・クライブ(B型)
- ケビン・グリーンフィールド(S型)
- レイン(PSプラン)
- バギー(PSプラン)
- チャンプ(PSプラン)
- オッドアイ(PSプラン)
- グレイ(PSプラン)
- ヘパイスト(PSプラン)
- ヴァンパイアズ(PSプラン)

- - モンク
  - バーサーカー
  - ゴーレム
  - キマイラ

- - ウィザード
  - オーガ
  - マンティコア
  - デス

## B型・S型対応ヴァンツァー
- 90式・シリーズ
- レイブン
- ファントム
- グラシリス

- シーキング型
- グローニング型
- ミール・オルレン
- ウルフ・シリーズ